# Codonopsis retroserrata
Codonopsis retroserrata là loài thực vật có hoa trong họ Hoa chuông. Loài này được Z.T.Wang & G.J.Xu mô tả khoa học đầu tiên năm 1993.